# Procecidochares pleuritica
Procecidochares pleuritica es una especie de insecto del género Procecidochares de la familia Tephritidae del orden Diptera.
 Friedrich Georg Hendel la describió en 1914.
Se encuentra en Paraguay.